# ホンダ・RC212V
RC212V(アールシーにいいちにブイ)とは、ホンダ(HRC)がロードレース世界選手権MotoGPクラス参戦を目的として製作されたレース専用オートバイである。2007年から2011年までロードレース世界選手権に投入された。

## 概要

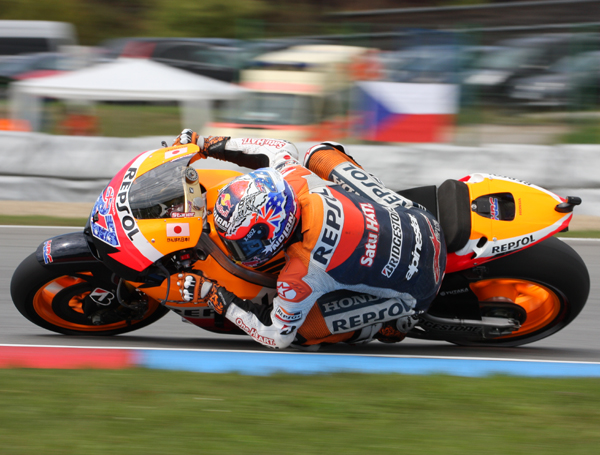
RC212Vを運転するケーシー・ストーナー。2011年には年間チャンピオンに輝いた。

RC212Vは2007年よりMotoGPクラスのエンジン排気量の上限が990ccから800ccに変更されたのに伴い、RC211Vの後継車種として登場した。エンジン形式はRC211VがV型5気筒を採用していたのに対し、FIMによるレギュレーション変更における排気量削減と、気筒数による最低重量の変更によりV型4気筒を採用している。これは、5気筒による高回転高出力化のアドバンテージよりも、重量面のハンディ(4気筒の最低重量が148kgなのに対し5気筒の最低重量は155.5kg)の方が影響が大きいとの判断による。HRC社内呼称は「NV6(シックス)」の後ろにアルファベット順で開発年の順に割り振られている(EやFはエンジン用パーツやフレーム用パーツと混同しやすいので飛ばしている)。また「NVO(オー)」「NVI(アイ)」も飛ばされているが、これは数字のゼロとアルファベットのオーが紛らわしい、I(アイ)が1(いち)と紛らわしいという理由である。
一方でフレームに関しては、前年にニッキー・ヘイデンがライディングしてチャンピオンを獲得した「ニュージェネレーション」と呼ばれる仕様のRC211Vがベースとなっている。「ニュージェネレーション」は、「オリジナル」と呼ばれる従来型のRC211Vに較べて大幅にコンパクト化されており、いわばRC212Vの先行開発モデルと言えるものであった。
こうしてコーナーリングと立ち上がり加速重視のコンセプトのもとに生まれたRC212Vであったが、当初のライダーの評価は「パワー不足」というものであった。事実、2007年シーズンが始まってみると、圧倒的な最高速を誇るドゥカティのデスモセディチGP7の後塵を拝し、シーズン2勝を挙げるのがやっとであった。しかしシーズン中にも大幅な改良が続けられ、終盤には4戦連続ポールポジションを獲得するまでに戦闘力を向上させた。
以降もヤマハおよびドゥカティの後塵を拝する状況が続き、RC211Vの戦績に比べると苦戦が続いたが、都度改良が加えられ続けたことにより勝利数は増えていくようになる。
2008年シーズンのサマーブレイク明け以降からダニ・ペドロサ車のみタイヤメーカーをブリヂストンに変更。また2009年からタイヤがワンメイク化されたこともあり、全車NS500からの伝統であったミシュランタイヤをブリヂストンに変更している。
2010年モデルからはサスペンションを長年使用されていたショーワからオーリンズ製へ、ホイールもHRC自社生産からマルケジーニ製へと変更されている(オーリンズ製サスペンションに関しては2009年シーズン後半からアンドレア・ドヴィツィオーゾのマシンで先行投入されている)。これはタイヤのワンメイク化に伴い、足回りをライバルと同じ仕様にすることでトラブルの際の原因をシンプル化することが目的であるという。なおこの変更でMotoGPクラスの全参戦マシンがオーリンズ製サスペンション・マルケジーニ製ホイールとなっている(なお2010年からテック3が、2011年からヤマハワークスがホイールをMFR製に変更している)。
投入以降長らく問題化されていたエンジンのパワー不足に関しても、2009年よりエンジン開発やマネジメントシステム開発にホンダF1でF1エンジンを開発に関っていたエンジニアが参加したことでほぼ解消されているという2011年型では新型のシームレスミッションが採用されており(ホンダが最初に投入し、その後スタンダードとなったF1のシームレスミッションの技術の応用だけではなく、マウンテンバイクのワークス参戦時に得た材質加工技術も生かされているという)、ライバル陣営に対するアドバンテージとなっていると言われている中で、ホンダに移籍してきたケーシー・ストーナーの絶好調もあり6年ぶりにマニュファクチャラー・ライダー・チームのチャンピオン3冠奪回を果たし、レギュレーションの変更に伴い最後のシーズンとなるRC212Vにとって最高の締めくくりとなった。
2012年シリーズからは再び排気量が1,000ccになるのに伴い、後継機のRC213Vに引き継がれる。

## 主な戦績
世界タイトル獲得回数：1
ケーシー・ストーナー：2011
マニュファクチャラーズ・ランキング
|        | 順位 | 優勝回数 | レース回数 | 優勝ライダー                                             |
| ------ | ---- | -------- | ---------- | -------------------------------------------------------- |
| 2007年 | 3位  | 2        | 18         | ダニ・ペドロサ（2勝）                                    |
| 2008年 | 3位  | 2        | 18         | ダニ・ペドロサ（2勝）                                    |
| 2009年 | 2位  | 3        | 18         | ダニ・ペドロサ（2勝）アンドレア・ドヴィツィオーゾ（1勝） |
| 2010年 | 2位  | 4        | 18         | ダニ・ペドロサ（4勝）                                    |
| 2011年 | 1位  | 13       | 17         | ケーシー・ストーナー（10勝）ダニ・ペドロサ（3勝）        |

## 参考画像

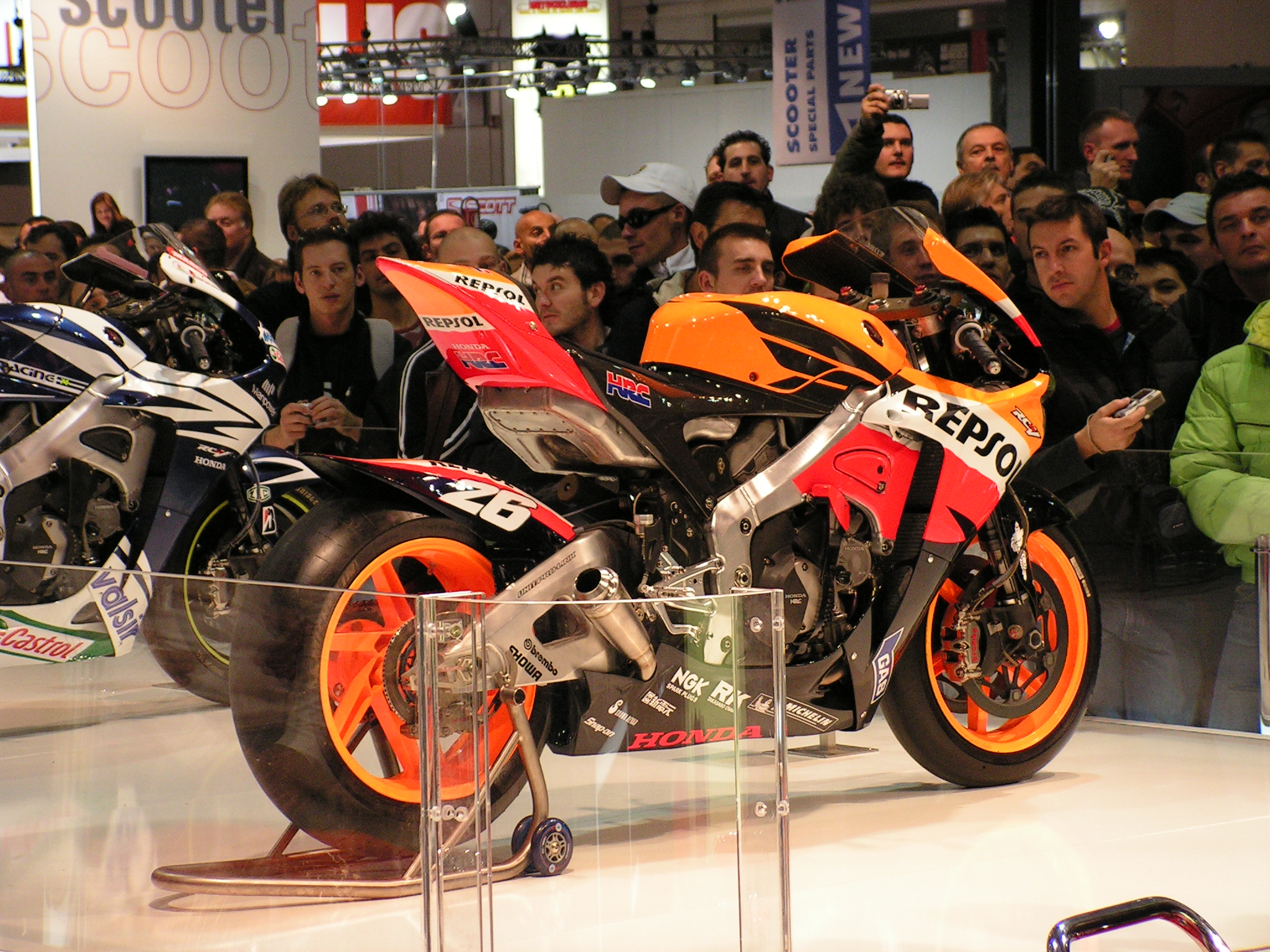
RC212V、2007年ダニ・ペドロサ車 - EICMA 2007, Milan (Italy)
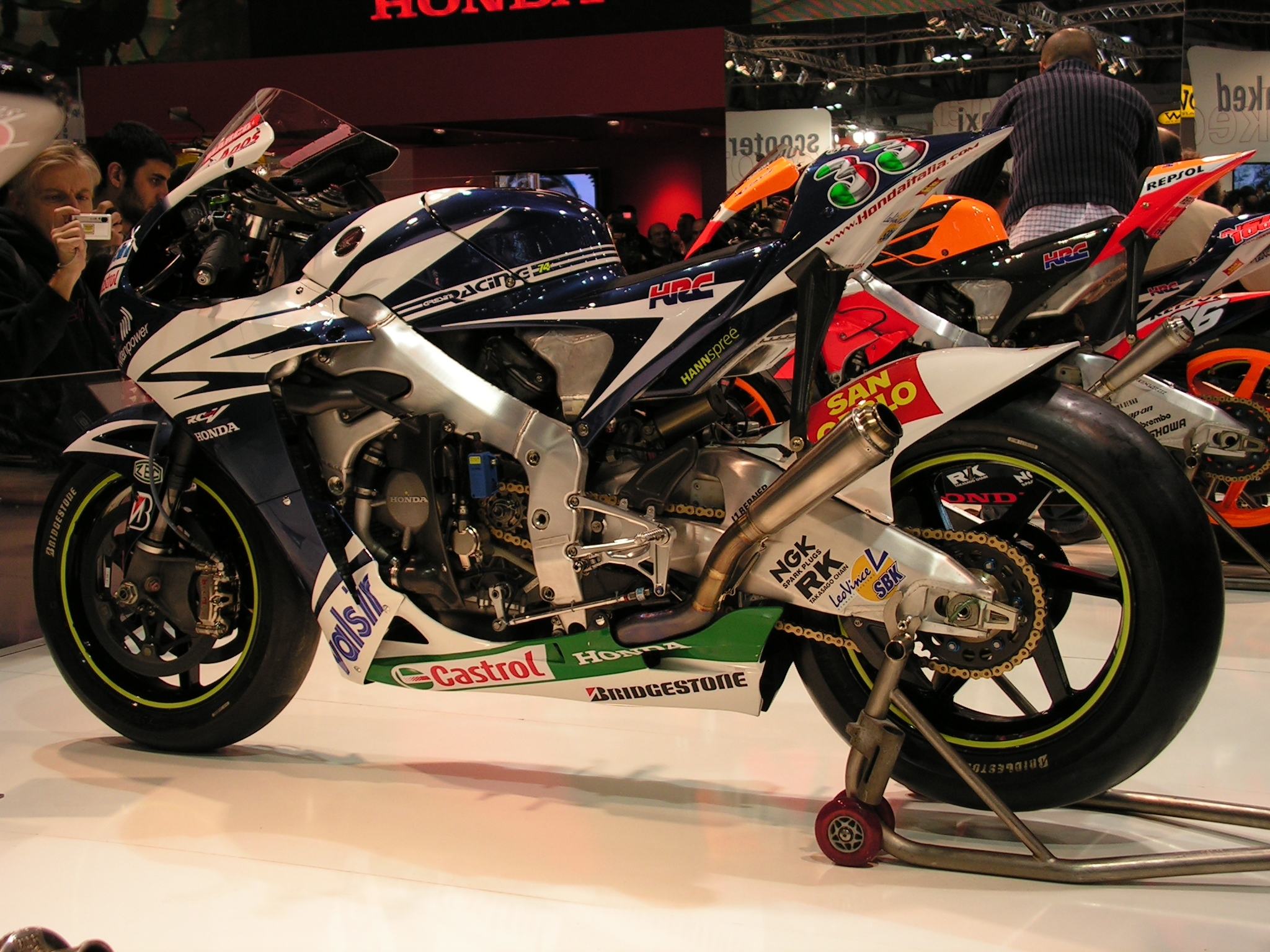
RC212V、2007年マルコ・メランドリ車 - EICMA 2007, Milan (Italy)
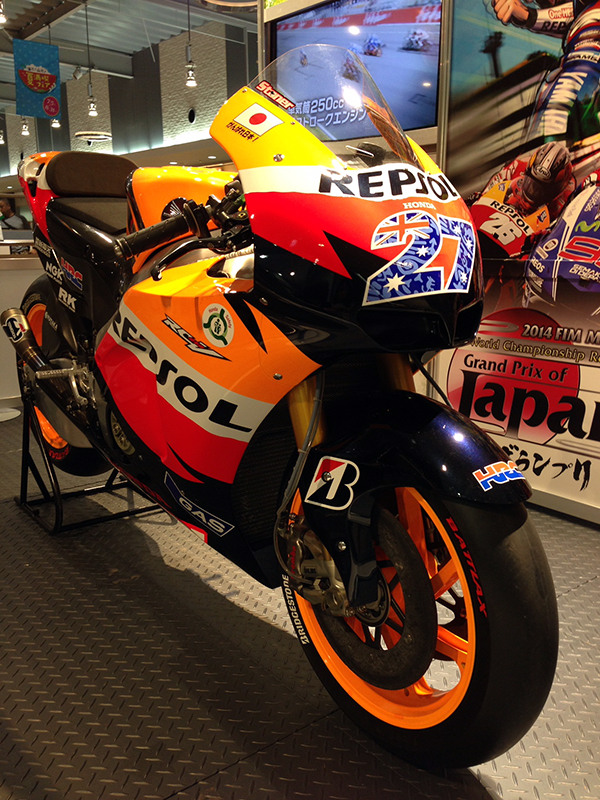
RC212V、2011年ケーシー・ストーナー車